# The High Note Original Motion Picture Soundtrack
Die Musik für den Film The High Note der Regisseurin Nisha Ganatra wurde von Amie Doherty komponiert. Das Soundtrack-Album wurde von Rodney Jerkins produziert und am 29. Mai 2020 von Republic Records als Download veröffentlicht.

## Entstehung
Die Musik für den Film The High Note von Nisha Ganatra wurde von Amie Doherty komponiert.
Das Soundtrack-Album, das von dem Rapper und Songwriter Rodney „Darkchild“ Jerkins produziert wurde und neben Songs der Darsteller Tracee Ellis Ross und Kelvin Harrison Jr. auch Stücke von Donny Hathaway, Maxine Brown, Aretha Franklin und Anthony Ramos enthält, umfasst 13 Musikstücke und 2 weitere Bonustracks.

## Veröffentlichung
Das Soundtrack-Album wurde am 29. Mai 2020 von Republic Records als Download veröffentlicht. Der erste Song, Love Myself performed von Ross und geschrieben von Sarah Aarons und Greg Kurstin, ist bereits seit 15. Mai 2020 als Single-Download erhältlich.

## Liste der Lieder
- 1. Love Myself (The High Note) – Tracee Ellis Ross
- 2. Stop for a Minute – Tracee Ellis Ross
- 3. Let’s Stay Together – Kelvin Harrison Jr.
- 4. Share Your Love with Me – Aretha Franklin
- 5. You Send Me – Kelvin Harrison Jr.
- 6. Oh No Not My Baby – Maxine Brown
- 7. Bad Girl – Tracee Ellis Ross
- 8. Track 8 – Kelvin Harrison Jr.
- 9. Mind Over Matter – Anthony Ramos
- 10. Chemistry – Kelvin Harrison Jr.
- 11. Jealous Guy (Live at The Bitter End 1971) – Donny Hathaway
- 12. New to Me – Tracee Ellis Ross
- 13. Like I Do – Tracee Ellis Ross & Kelvin Harrison Jr.

Bonustracks:
- 14. You Send Me (Darkchild Mix) – Kelvin Harrison Jr.
- 15. Love Myself (Film Version) – Tracee Ellis Ross